# Eva Nypelius
Eva Maria Nypelius, ogift Jakobsson, född 28 april 1963 i Lokrume församling, Gotlands län, är en svensk politiker (centerpartist).
Hon var regionstyrelsens ordförande i Region Gotland 2018–2022. Sedan 2022 är hon 2:e vice ordförande och oppositionsråd. Hon är även ledamot i styrelsen för Sveriges Kommuner och Regioner och var fram till 2023 ledamot i Centerpartiets partistyrelse.